# Тшебовниско (гмина)
Тшебовниско (пол. Trzebownisko) — сельская гмина (волость) в Польше, входит как административная единица в Жешувский повет, Подкарпатское воеводство. Население — 18 541 человек (на 2004 год).

## Демография
| Перепись                       | Всего   | Всего | Женщины | Женщины | Мужчины | Мужчины |
| ------------------------------ | ------- | ----- | ------- | ------- | ------- | ------- |
| Единицы                        | человек | %     | человек | %       | человек | %       |
| Население                      | 18 541  | 100   | 9559    | 51,6    | 8982    | 48,4    |
| Плотность населения (чел./км²) | 204,8   | 204,8 | 105,6   | 105,6   | 99,2    | 99,2    |

## Сельские округа
1. Ясёнка
2. Лонка
3. Лукавец
4. Нова-Весь
5. Стоберна
6. Тайенцина
7. Терличка
8. Тшебовниско
9. Вулька-Подлесьна
10. Зачерне

## Поселения
1. Бродковице
2. Буды
3. Дул
4. Генсювка
5. Глиняки
6. Гурка-Зачерска
7. Гуры
8. Ятки
9. Камёнка
10. Клапувка
11. Кмецице
12. Кмеце
13. Козице
14. Кшаки
15. Кшива
16. Ксенжаки
17. Лукавец-Дольны
18. Лукавец-Гурны
19. Морги
20. На-Ланю
21. На-Полю
22. На-Уезднем
23. Нова-Весь-Старомейска
24. Нова-Весь-Зачерска
25. Пастерник
26. Под-Арендон
27. Под-Лясем
28. Подедвур
29. Подкосчул
30. Подлесе
31. Подмальце
32. Порембы
33. Пши-Мосце
34. Ситарка
35. Спины
36. Улице
37. Задвоже
38. Загроды
39. Загумне
40. Запширве
41. Заводзе
42. Жабинец

## Соседние гмины
1. Гмина Чарна
2. Гмина Глогув-Малопольски
3. Гмина Красне
4. Жешув
5. Гмина Соколув-Малопольски